# Fistel
Eine Fistel (über mittelhochdeutsch vistel „ein in Röhren oder hohlen Gängen tiefgehendes Geschwür“, von lateinisch fistula „Pfeife, Röhre“) ist eine nicht natürlich vorbestehende, röhren- oder röhrennetzartige Verbindung zwischen einem inneren Hohlorgan und anderen Organen oder der Körperoberfläche.

## Einteilung
Vom Verlauf unterscheidet man zwischen „inneren“ (beispielsweise Magen-Dickdarm-Fistel, lateinisch Fistula gastrocolica; fachsprachlich auch gastro-kolischen) und „äußeren“ Fisteln (beispielsweise Magenfistel und Darm-Haut-Fistel; entero-kutanen).
Vom feingeweblichen Aufbau her unterscheidet man ebenfalls zwei Arten, die sich in ihrer Fähigkeit der spontanen Heilung nach Beseitigung der Ursache wesentlich unterscheiden: Die Röhrenfistel und die Lippenfistel. Erstere wird nur von Granulationsgewebe ausgekleidet und heilt nach Herdsanierung (Beseitigung der eiternden Ursache, beispielsweise durch eine Sequestrektomie).
Die letztere aber verfügt über eine epitheliale Auskleidung (vergleichbar einer natürlichen Körperöffnung) und daher kann keine Heilung ohne völlige Ausschneidung (sogenannte Fistulektomie) erfolgen.

## Entstehung
Fisteln können aus einer chronischen (z. B. Morbus Crohn) oder akuten Entzündung (Abszess) heraus entstehen oder durch mechanische Einwirkung von außen (Unfall, chirurgischer Eingriff, Geburt).  Ein Abszess ist ein Hohlraum im Körperinneren, in dem sich der bei einer Entzündung entstehende Eiter ansammelt. Besteht die Entzündung weiter, kann der Abszess platzen oder der Körper schafft einen Weg, den Eiter aus dem Gewebe abzutransportieren: die Fistel.

## Beispiele für Fistelarten
Unvollständige Auflistung von Fistelarten bzw. Lokalitäten:
- arteriovenöse Fistel: Verlauf zwischen einer Arterie und einer Vene
- enterokutane Fistel: Verlauf zwischen Darm und Haut
- Magenfistel, operativ oder traumatisch entstanden[6]
- enterovesikale Fistel: Verlauf zwischen Darm und Harnblase (dabei kann es auch zu Pneumaturie kommen)
- enterogenitale bzw. enterovaginale Fistel: Verlauf zwischen Darm und den Geschlechtsorganen
- perianale Fistel: Ausgang der Fistel im Bereich des Afters (häufigste Ursache: Proktodealdrüseninfektion)
- interenterische Fistel: Verlauf zwischen Abschnitten des Dünn- oder Dickdarms

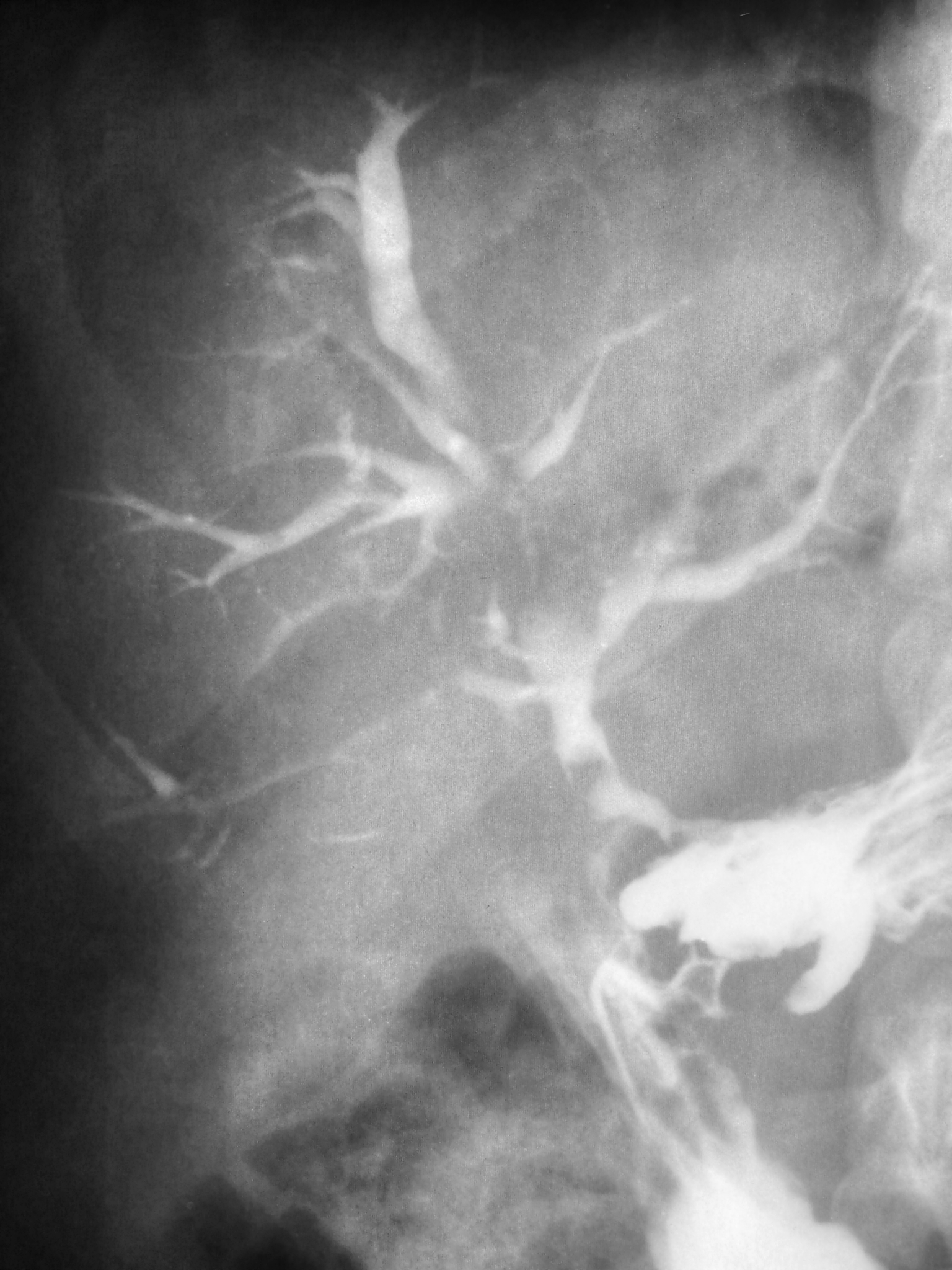
Gallenfistel, Kontrastmitteldarstellung

- Gallenfistel: von der Gallenblase bzw. den extra- oder intrahepatischen Gallengängen ausgehende innere oder äußere galleführende Fistel. Einteilung: als äußere G. mit Mündung an der Körperoberfläche (Fistula biliocutanea) oder in innere Organe, z. B. die Bronchien (Fistula bronchobiliaris) oder als innere G. (Fistula biliodigestiva), bei der eine Verbindung zwischen Gallengangsystem bzw. Gallenblase und Magen oder Darm besteht. Ätiol.: spontane äußere G. postoperativ, infolge Nahtinsuffizienz oder nach Entfernung einer Gallengangsdrainage; eine operativ angelegte äußere Entlastungsfistel, z. B. als Drainagefistel (Gallenblasendrainage). Spontane innere G. nach erfolgter Gallenwegeperforation (z. B. Gallenblasenperforation) durch Steine, nach Durchbruch eines Duodenalulkus oder posttraumatisch; außerdem künstliche (operativ angelegte) innere Entlastungsfistel zur Galleableitung in Magen oder Dünndarm (= biliogastrische bzw. biliointestinale Anastomose). Kompl.: bei innerer G. v. a. Schrumpfgallenblase mit chronisch rezidivierender Cholangitis, bei äußerer G. z. B. Osteoporose, gestörte Fettresorption, Elektrolytverlust.
- Sinus pilonidalis oder Steißbeinfistel: Fistelöffnung in der Gesäßfalte
- submuköse Fistel (Fistel unter einer Schleimhaut)
- Vesikovaginale Fistel (VVF), Blasen-Scheiden-Fistel oder Geburtsfistel: zwischen dem Geburtskanal und der Harnblase.
- Urethrovaginale Fistel: Fistel zwischen der Harnröhre und der Vagina
- Uterus-Bauchdecken-Fistel nach Sellheim[7]
- Ösophagotracheale Fistel: Fistel zwischen Speiseröhre und Luftröhre
- Rektovaginale Fistel (RVF): zwischen Vagina und Rektum.
- aortoduodenale Fistel: seltene Komplikation eines Aortenaneurysmas, die Fistel verläuft vom Aneurysma zum Duodenum, dadurch kommt es zu schweren gastrointestinalen Blutungen mit schlechter Prognose.
- perineale Fistel: Fistel im Bereich des Perineums
- aortokavale Fistel: seltene Komplikation eines Aortenaneurysmas, die Fistel verläuft vom Aneurysma zur Vena cava inferior oder zur linken oder rechten Vena iliaca, dies (einer Form von arteriovenösem Aneurysma[8]) verursacht eine venöse Stauung in den Beinen und eine Rechtsherzinsuffizienz.
- Bogengangsdehiszenz, eine Perilymphfistel des anterioren Bogengangs, die zu Autophonie, Schwindel, Tullio-Phänomen und Hörverlust führen kann.
- Lymphfistel
- Zahnfistel: die Verbindung zwischen der entzündeten Zahnwurzel und der Mundhöhle[9]
- Pansenfistel: die Verbindung zwischen Pansen und Außenwelt dient wissenschaftlichen Untersuchungen oder zur Entnahme von Pansensaft

## Beispiele für mögliche Therapieformen
- Antibiotika. Der Körper schützt sich vor dem Infektionsherd, indem er ihn abkapselt. Durch die entstehende Membran hindurch können sich die Bakterien nicht im Körper ausbreiten. Andererseits gelangen Antibiotika nicht in therapeutisch ausreichender Konzentration in den Infektionsherd, so dass ein operativer Eingriff meist unumgänglich ist.[10]
- Fadendrainage. Die Drainage mit einem Faden (englisch Seton) für einen Zeitraum von in der Regel etwa drei bis sechs Wochen führt die akute Entzündung in eine chronische Form über.[11]
- Spaltung der Fistel durch operativen Eingriff
- Umschneidung und Entfernung der Ursache. Nur wenn die Ursache nicht gefunden wurde oder beseitigt werden konnte, weist die chirurgische Resektion eine hohe Rezidivrate auf.
- medikamentöse Behandlung, z. B. durch Infliximab bei Morbus Crohn

## Spätfolgen
Analfisteln, die sich zu komplexeren Fisteln entwickelt haben und bis auf die gegenüberliegende Seite des Anus verwachsen sind, können oft nur unzureichend entfernt werden und nach vielen Jahren auch der Ausgangspunkt für die Entstehung eines Analkarzinoms sein.